# 각본 기록 감독
각본 기록 감독, 영화연출스크립터, 스크립트 슈퍼바이저(script supervisor), 대본 감독은 의상, 소품, 세트 의상, 헤어, 메이크업 및 장면 중 배우의 동작을 포함하여 영화의 연속성을 감독하는 영화 제작진의 일원이다. 장면 촬영 중 각본 기록 감독이 기록한 메모는 편집자가 장면을 편집하는 데 도움이 된다. 이들은 또한 영화 제작 부서의 일일 진행 상황을 추적하는 일도 담당한다. 각본 기록 감독 크레딧은 일반적으로 영화의 클로징 크레딧에 있다. 각본 기록 감독은 부서장으로서 영화 촬영에서 중요한 역할을 한다. 장면 간의 일관성을 유지하기 위해 카메라 장면을 모니터링하는 것은 각본 기록 감독의 임무이다.
가장 기본적으로 각본 기록 감독은 촬영장에서 편집자와 작가의 대표자이자, 감독과 촬영감독의 오른팔 역할을 하는 역할이다. 촬영이 끝난 후 영화를 함께 잘라낼 수 있는지 확인하는 것은 각본 기록 감독의 임무이다. 그런 의미에서 모든 부서를 백업하고, 촬영 중 대본을 모니터링하며, 편집실에서 영화가 원활하게 편집되는 데 방해가 되는 연속성 오류가 발생하지 않도록 확인한다.
사전 제작 단계에서 각본 기록 감독은 대본을 기반으로 시간, 요일 등 각 장면에 대한 기본 정보를 스토리 순서대로 제공하는 한 줄 연속 시놉시스, 영화의 한 줄 시놉시스 등을 포함하여 다수의 보고서를 작성한다. 이러한 보고서는 가장 유리한 촬영 순서를 결정하고 제작, 의상, 세트 의상, 헤어 및 메이크업을 포함한 모든 부서가 스토리 내 시간 진행과 관련하여 동기화되도록 하기 위해 다양한 부서에서 사용된다. 각본 기록 감독자는 대본의 시간을 정할 수도 있는데, 이는 감독과 제작자에게 큰 도움이 되며 출연진과 함께 테이블 읽기 또는 낭독에 자주 참석한다.

## 같이 보기
- 연속성 (창작물)